# Evenkía
Evenkía fue un ókrug (distrito autónomo) de Rusia, era la séptima división administrativa más grande de Rusia, para el 1 de enero de 2007, se incorporó junto a Taimiria al krai de Krasnoyarsk, ambas entidades administrativas tienen estatus especial dentro del krai.
Tiene un área de 767.600 km²; su capital es la ciudad de Turá (Typa en ruso).
- Datos: Q214262
- Multimedia: Evenkia / Q214262